# Vammala
Vammala est une ancienne municipalité du sud-ouest de la Finlande. Elle se situe en bordure sud-ouest de la région du Pirkanmaa. La ville proprement dite n'est qu'un petit centre commercial et industriel local mais le reste de la commune est assez densément peuplé.
Le 1er janvier 2009, elle a fusionné avec Äetsä et Mouhijärvi pour former la nouvelle ville de Sastamala.
Akseli Gallen-Kallela y a résidé pendant plusieurs années.

## Histoire
Les premières traces de peuplement datent de 7 000 ans et la population se densifie à l'Âge du fer. Les premières églises de bois sortent de terre dès le XIIIe siècle, et sont suivies quelques décennies plus tard par l'église en pierre de Tyrvää (St Olaf). La commune de Vammala n'est fondée qu'en 1907 par le tsar Nicolas II de Russie.
Elle devient ville en 1965 avant d'annexer les petites communes de Karkku et Tyrvää en 1973. La ville proprement dite ne comptait alors que 6 500 habitants environ et triple pratiquement sa population à la suite des fusions. Aujourd'hui, après un certain déclin au cours des années 1990, la population est stabilisée au-dessus de 15 000 habitants.

## Géographie
Le paysage, largement forestier et entrecoupé d'eskers, est assez pittoresque. On y trouve également plusieurs petites églises médiévales en pierre, minutieusement entretenues. Pour toutes ces raisons une partie de la commune de Vammala, autour du lac Rautavesi, est classée paysage national par le ministère de l'environnement de Finlande.
Vammala marque également le véritable point de départ du fleuve Kokemäenjoki, qui coule ensuite vers l'ouest et le Golfe de Botnie.
L'axe routier principal est la nationale 12 reliant Rauma à Tampere.

## Jumelages
- Kashin (Russie)
- Kuressaare (Estonie)
- Commune de Skövde (Suède)
- Ringsted (Danemark)
- Vásárosnamény (Hongrie)

## Galerie

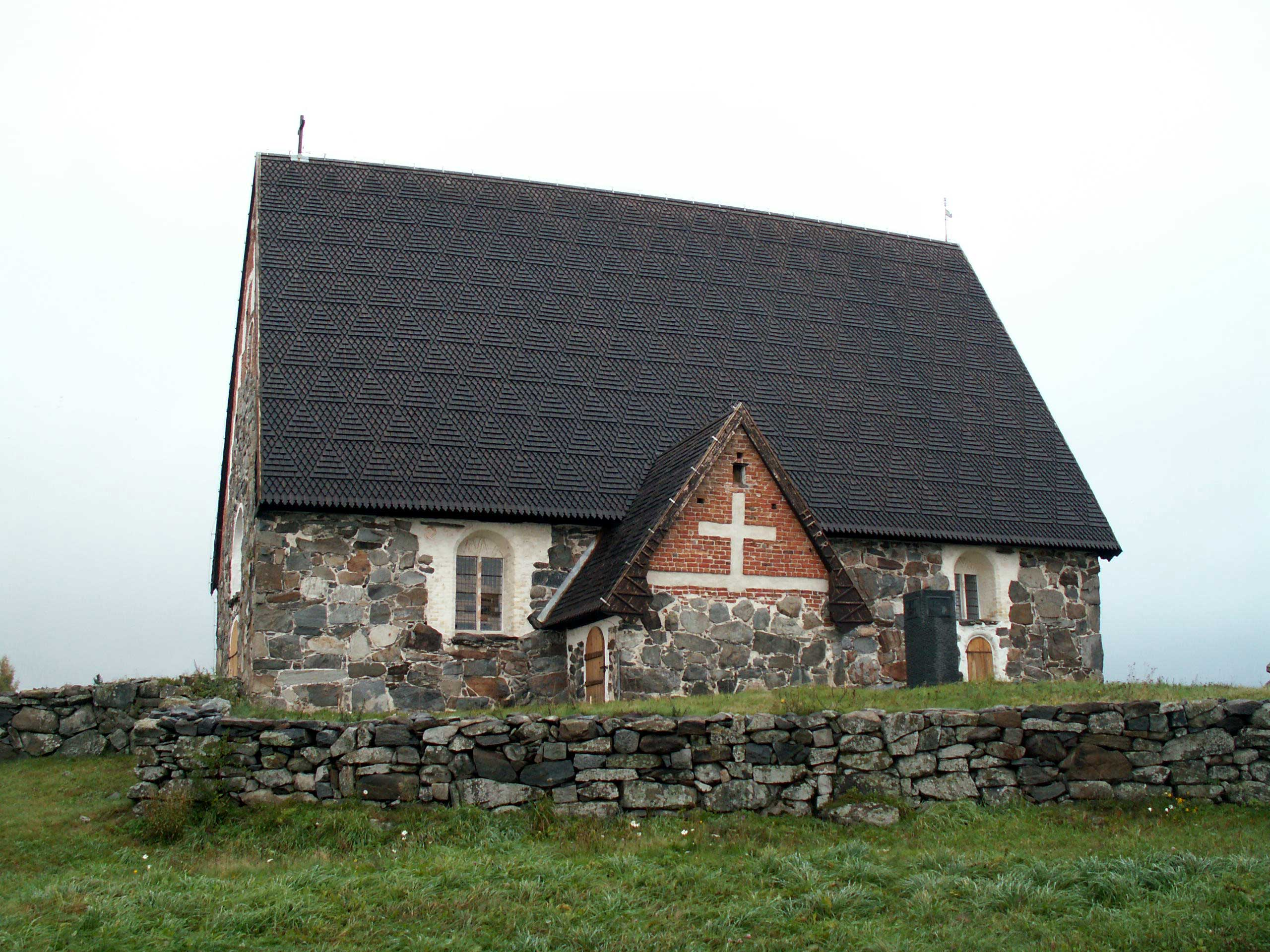
Vieille église de Tyrvää
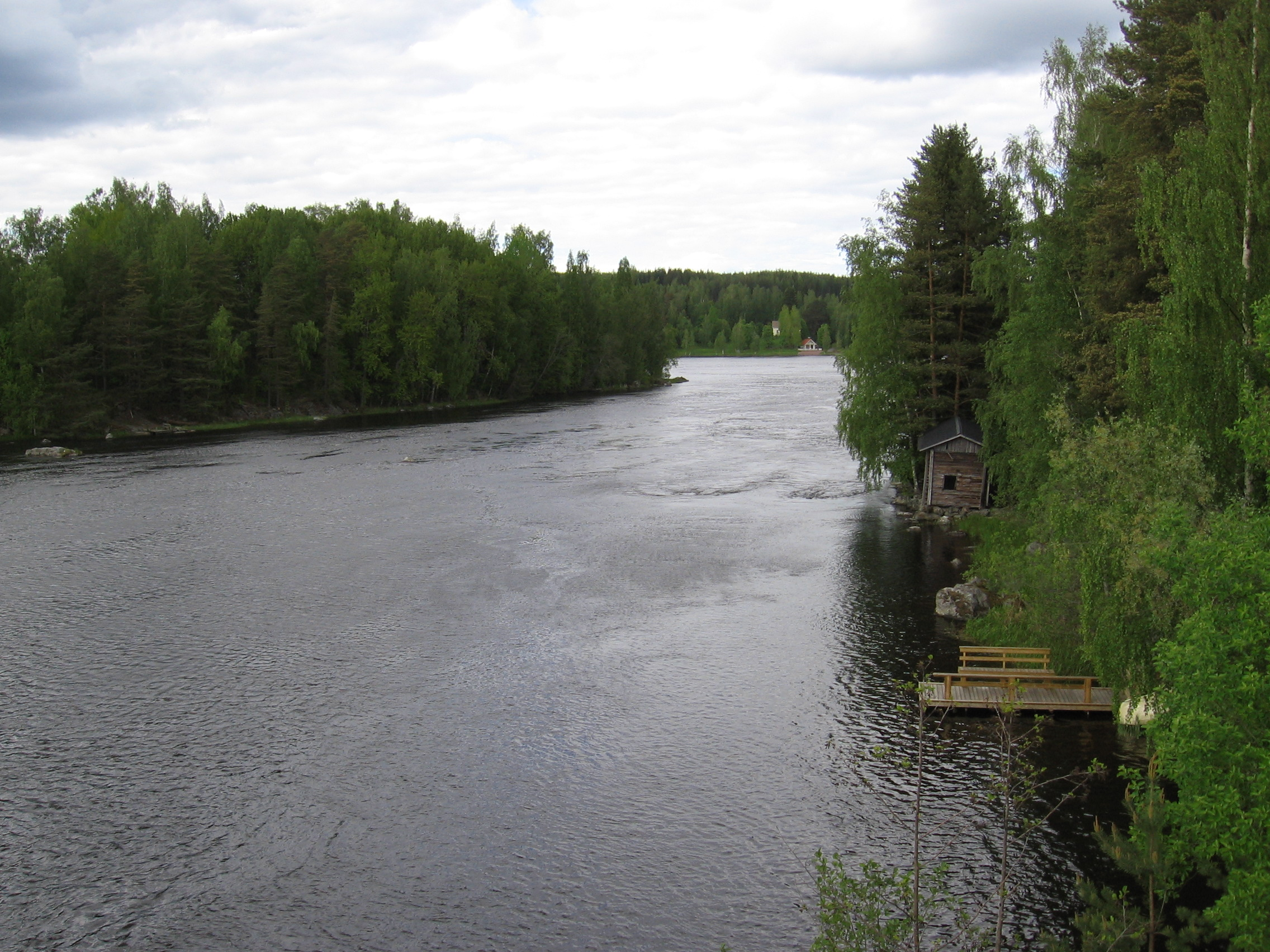
Lac Rautavesi à Myllyvuolle
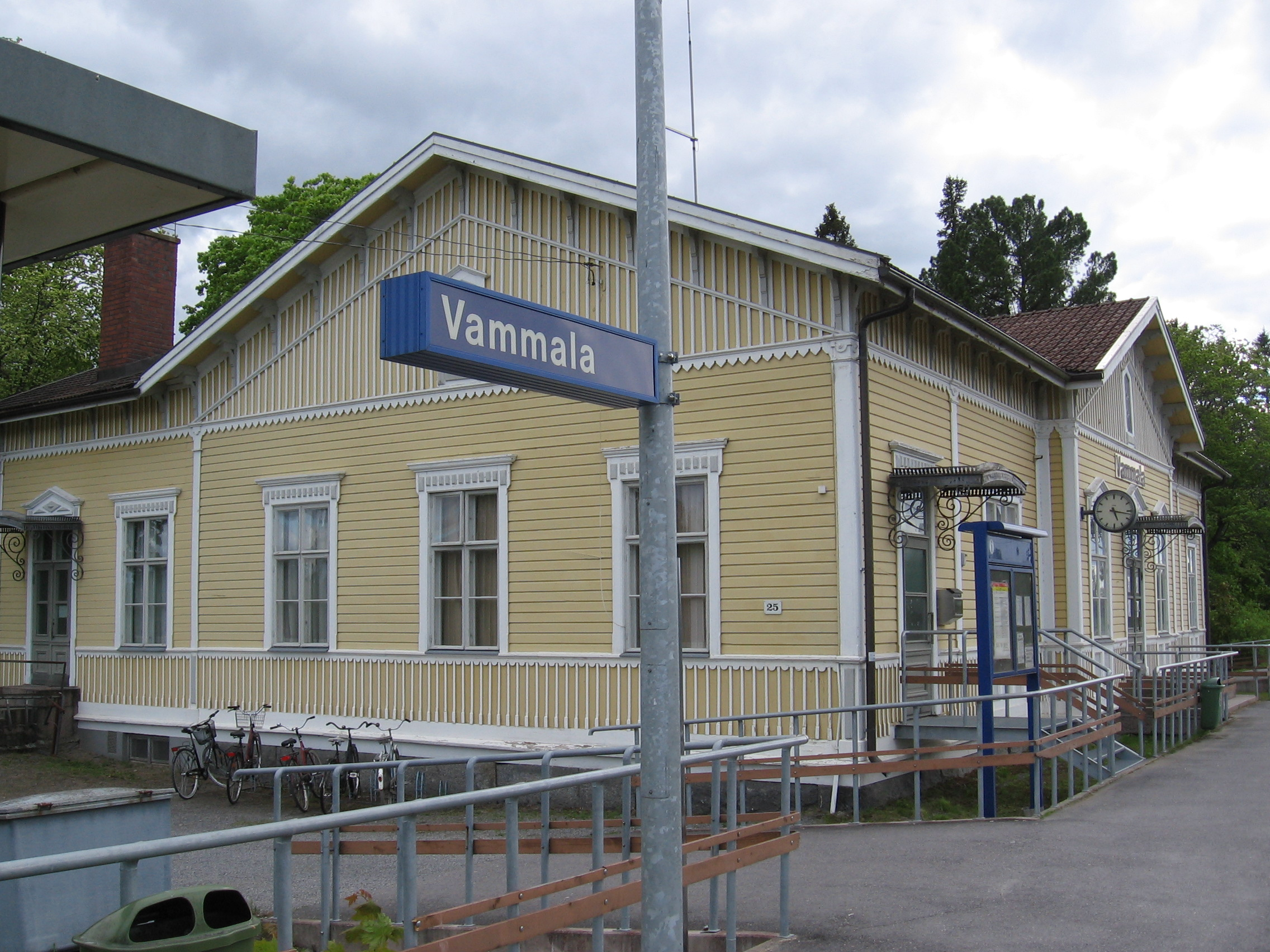
gare de Vammala